# Biedrzychowice (gromada w powiecie prudnickim)
Biedrzychowice – dawna gromada, czyli najmniejsza jednostka podziału terytorialnego Polskiej Rzeczypospolitej Ludowej w latach 1954–1972.
Gromady, z gromadzkimi radami narodowymi (GRN) jako organami władzy najniższego stopnia na wsi, funkcjonowały od reformy reorganizującej administrację wiejską przeprowadzonej jesienią 1954 do momentu ich zniesienia z dniem 1 stycznia 1973, tym samym wypierając organizację gminną w latach 1954–1972.
Gromadę Biedrzychowice z siedzibą GRN w Biedrzychowicach utworzono – jako jedną z 8759 gromad na obszarze Polski – w powiecie prudnickim w woj. opolskim, na mocy uchwały nr VII/28/54 WRN w Opolu z dnia 4 października 1954. W skład jednostki weszły obszary dotychczasowych gromad Biedrzychowice, Stare Kotkowice i Wróblin ze zniesionej gminy Biedrzychowice w tymże powiecie. Dla gromady ustalono 23 członków gromadzkiej rady narodowej.
31 grudnia 1959 do gromady Biedrzychowice włączono obszar zniesionej gromady Twardawa w tymże powiecie.
Gromada przetrwała do końca 1972 roku, czyli do kolejnej reformy gminnej.

## Liczba mieszkańców
- 1957 – 2279[10]
- 1958 – 2409[11]
- 1966 – ok. 3700[12]
- 1969 – ok. 3800[13]
- 1970 – ok. 3600[14]
- 1971 – ok. 3600[15]
- 1972 – ok. 3600[16]

Do 1959 powierzchnia gromady wynosiła 26,6 km², a następnie – 43 km².